# Люди, пов'язані з Одесою
Танцівник Максим Чмерковський,  танцівник і воїн Дмитро Дікусар, Телеведучий, актор і воїн Даніель Салем, тенісистка Еліна Світоліна, співак Меловін, телеведуча Валерія Микульська навчалась в Одесі в Одесі:

## А
- Абрамович Юрій Йосипович — український радіоінженер
- Аваліані Симон Лукич — грузинський історик, дипломат
- Авдєєнко Геннадій Валентинович — український легкоатлет, стрибун у висоту, олімпійський чемпіон
- Авілов Микола Вікторович — український радянський легкоатлет, десятиборець, олімпійський чемпіон, світовий рекордсмен
- Аганін Марк Абрамович — український геофізик
- Адамов Леонард Іларіонович — радянський футболіст, нападник
- Адамян Вадим Мовсесович — український математик та фізик-теоретик
- Адлер (Левицька) Сара — російська і американська акторка єврейського театру
- Азаренков Анатолій Олександрович — колишній радянський футболіст, тренер та український футбольний функціонер
- Азаров Ілля Ілліч — радянський військово-політичний діяч, віцеадмірал, у роки німецько-радянської війни — один із керівників оборони Одеси й Севастополя
- Азарова Світлана Анатоліївна — українська, нідерландська композиторка
- Азрікан Арнольд Григорович — український і молдовський оперний співак (драматичний тенор), соліст оперних театрів Києва, Одеси, Харкова, викладач
- Айвазовський (Айвазян) Іван (Ованес) Костянтинович — видатний український художник-мариніст та баталіст вірменського походження
- Айзенберг, Луїс — американський шахіст
- Айзман Давид Якович — російський прозаїк і драматург єврейсько-українського походження
- Айхенвальд Юлій Ісайович — літературний критик, перекладач
- Акімов В'ячеслав Валерійович — український футболіст, півзахисник
- Аксентьєва Зінаїда Миколаївна — українська радянська геофізикиня
- Александров Денис Олегович — український футболіст, нападник
- Алексєєв Михайло Павлович — російський і український радянський літературознавець, мистецтвознавець, педагог, композитор, академік АН СРСР (з 1958)
- Алескеров Ахмед Ага Лятіф-огли — радянський футболіст, півзахисник, заслужений тренер Української РСР, Молдавської РСР, Таджикистану та Азербайджану
- Алігер Маргарита Йосипівна — російська поетеса, перекладачка
- Альбурт Лев Осипович — американський, раніше радянський (український) шахіст, гросмейстер
- Альтман Геннадій Семенович — український футболіст, воротар
- Альтман Натан Ісайович — український художник-кубіст; пейзажі, портрети, книжкова графіка, скульптура, декоративні рельєфи, сценографія
- Анатра Артур Антонович — підприємець, один із засновників найпершого в Україні Одеського аероклубу, засновник та власник авіаційного заводу «Анатра»
- Андрієвський Ераст Степанович — громадський діяч, лікар, науковець та письменник, дійсний статський радник, доктор медичних наук
- Андрієнко-Нечитайло Михайло Федорович — український живописець і театральний художник, який працював у Франції
- Андросов Андрій Анатолійович — радянський та український футболіст, нападник
- Андросов Олександр Вікторович — український телеведучий, продюсер, ведучий програми «Що? Де? Коли?» на українських телеканалах
- Андрусов Микола Іванович — геолог, знавець неогенових відкладів, палеоеколог
- Анненський Ісидор Маркович — радянський режисер і сценарист, заслужений діяч мистецтв РРФСР
- Априлов, Василь — болгарський громадсько-політичний діяч, педагог і письменник
- Аркадьєв (Кудерко) Аркадій Іванович — український радянський актор
- Аркас Микола Миколайович — український культурно-освітній діяч, письменник, композитор, історик
- Арнольд Володимир Ігорьович — російський математик, академік РАН
- Артемцев Олександр Дмитрович — радянський військовик часів Другої світової війни, стрілець, гвардії рядовий, Герой Радянського Союзу
- Асєєв Ігор Михайлович — радянський і український композитор, педагог
- Асланов Сергій Костянтинович — український науковець, доктор фізико-математичних наук, професор
- Асташкін Михайло Єгорович — радянський військовий льотчик-винищувач часів Другої світової війни, капітан, Герой Радянського Союзу
- Атлас Доротея Генріхівна — історикиня Одеси
- Аудерська Галина — польська письменниця, авторка сценічних п'єс та сценаріїв для фільмів, прозаїкиня, делегатка Сейму Народної Республіки Польща VIII й IX каденції
- Ахматова (Горенко) Анна Андріївна — російська поетеса українського походження, представниця акмеїзму
- Ацманчук Олександр Павлович — український живописець
- Ачканов Григорій Павлович — російський партійний і профспілковий діяч
- Ашкеназі Сергій Сергійович (Ізраїльович) — український та російський кінорежисер та сценарист

## Б
- Бабель (Бобель) Ісак Еммануїлович — російський письменник українського єврейського походження
- Бабенко Георгій Гаврилович — радянський український актор театру і кіно
- Багрицький Всеволод Едуардович — російський радянський літератор, поет
- Багрицький Едуард Георгійович — радянський поет українського єврейського походження
- Бажал Юрій Миколайович — український учений у галузі економічної теорії та практики інноваційного та технологічного розвитку
- Баїр Ар'є — ізраїльський політичний діяч, депутат Кнесету трьох скликань від партій Мапай (1949—1951, 1955—1959), Рафі (1967—1968) і Авода (1968—1969)
- Балан Денис Дмитрович — український футболіст, захисник
- Бандуренко Євген Федорович — український радянський поет, сатирик, гуморист.
- Бант Михайло Володимирович — український живописець.
- Баранов-Росіне Володимир Давидович (Баранов Шулим Вольф Лейб) — майстер українського авангарду, живописець, рисувальник та скульптор
- Барановська Олена Геннадіївна — українська солістка балету Одеського національного академічного театру опери та балету
- Бардах Яків Юлійович — український радянський мікробіолог, бактеріолог
- Баренбойм Лев Аронович — радянський піаніст і музикознавець єврейського походження
- Барський Марк Абрамович — український радянський спортсмен-волейболіст, тренер, майстер спорту СРСР, заслужений тренер СРСР
- Басанець Валерій Лукич — український художник
- Баюл Оксана Сергіївна — українська фігуристка
- Безредка Олександр Михайлович — український мікробіолог та імунолог
- Бем Марія Петрівна — українська радянська співачка, народна артистка УРСР
- Березін Юхим Йосипович (сценічний псевдонім — Штепсель) — український актор, артист розмовного жанру
- Бернардацці Олександр Осипович — російський архітектор швейцарсько-італійського походження
- Бернштейн Натан Йосипович — український лікар, вчений-фізіолог
- Бернштейн Самуїл Борисович — російський мовознавець, доктор філологічних наук, професор, член-кореспондент Болгарської й Македонської АН
- Бернштейн Сергій Натанович — радянський математик; член АН УРСР, АН СРСР, Паризької АН, професор Харківського університету, творець наукової школи
- Бершадський Віктор Арнольдович — російськомовний поет, прозаїк — документаліст
- Бершадський Юлій Рафаїлович — український художник єврейського походження, майстер портрету, пейзажу
- Бєланов Ігор Іванович — радянський і український футболіст, нападник, лауреат «Золотого м'яча» 1986 р., віцечемпіон Європи-1988, володар Кубка кубків-1986
- Білинський Мирон Львович — радянський український кінорежисер ігрового і науково-популярного кіно, заслужений діяч мистецтв Молдавської РСР
- Білоус Віталій Михайлович — фізик-оптик, директор Науково-дослідного інституту фізики при Одеському національному університеті імені І. І. Мечникова
- Білоусов Леонід Георгійович — радянський військово-морський льотчик часів Другої світової війни, гвардії майор, Герой Радянського Союзу
- Біск Олександр Якимович — російський поет, перекладач (США)
- Біциллі Петро Михайлович — історик, професор Імператорського Новоросійського та Софійського університетів
- Блаватська (Ган) Олена Петрівна — філософиня, письменниця, мандрівниця, теософиня російсько-німецького походження, одна з засновників Теософічного товариства
- Благовидова Ольга Миколаївна — українська співачка (мецо-сопрано), народна артистка УРСР, професор, викладачка вокалу
- Бларамберг Іван Павлович (Жан Поль) — російський археолог фламандського походження, один із перших дослідників пам'яток Південної України й Криму
- Блещунов Олександр Володимирович — український радянський альпініст, дослідник, колекціонер, родоначальник одеського альпінізму
- Близинський Віктор Миколайович — радянський футболіст, один з найкращих воротарів в історії одеського футболу
- Блюмкін Яків Григорович — один з активних діячів органів державної безпеки комуністичної Росії — чекістів, а також міжнародного комунізму
- Богатський Олексій Всеволодович — український хімік‑органік; ректор Одеського національного університету імені І. І. Мечникова, академік Академії наук УРСР
- Богданов Микола Васильович — радянський військовий і державний діяч, депутат Верховної Ради УРСР першого скликання
- Богданов Михайло Сергійович — радянський державний і військовий діяч, член Центральної Контрольної Комісії КП(б)У, член Ревізійної Комісії КП(б)У
- Богемський Григорій Григорович — російський та чехословацький футболіст, провів один матч за збірну Російської імперії
- Богуцький Мусій Кирилович — український радянський письменник, критик, член Спілки письменників СРСР
- Божій Михайло Михайлович — український живописець, народний художник СРСР, член-кореспондент Академії мистецтв СРСР
- Бойчук Михайло Львович — український художник, маляр-монументаліст, засновник самобутньої школи українського мистецтва «бойчукізм»
- Бокаріус Микола Сергійович — український вчений, один із засновників радянської судової медицини й криміналістики
- Болотинський Євген Наумович — український кларнетист, аранжувальник, диригент
- Болтенко Михайло Федорович — український археолог і філолог, дійсний член Одеського товариства історії та старожитностей
- Боресков Георгій Костянтинович — російський вчений, хімік та інженер, член-кореспондент АН СРСР
- Бориневич Антон Самійлович — український статистик-демограф
- Бориневич-Бабайцева Зоя Антонівна — історикиня літератури, пушкінознавиця
- Боровий Саул Якович — історик євреїв України та економічного розвитку Росії і України нового часу, професор
- Боровський-Бродський Давид Львович — український і російський художник театру, народний художник Росії
- Бортко Володимир Володимирович — російський режисер українського походження, заслужений діяч мистецтв УРСР
- Боссолі, Карло — італійський і швейцарський художник, пейзажист, мариніст, баталіст, мандрівник
- Ботвінов Олексій Іванович — український піаніст, Народний артист України, вважається одним з найкращих у світі виконавців музики Рахманінова
- Ботев, Христо — національний герой Болгарії, громадський діяч, поет і публіцист
- Франческо Боффо — італійський архітектор, що будував в містах Росії й України в складі Російської імперії, представник пізнього стилю класицизму
- Бочаров Леонід Порфирович — генерал-майор РСЧА, учасник Другої світової війни, політпрацівник
- Бочкович Кирило Васильович — радянський військовик часів Другої світової війни, старшина II статті, Герой Радянського Союзу
- Брайкевич Михайло Васильович — український інженер, економіст, колекціонер, меценат, громадський діяч, Одеський міський голова 1917 та 1918 років
- Бреус Яків Георгійович — майор радянської армії, учасник радянсько-фінської та німецько-радянської воєн
- Бригін Микита Олексійович — російський письменник, літературознавець, журналіст
- Бродський Ераст Костянтинович — український землевласник, громадський діяч та меценат, дійсний статський радник
- Бродський Йосип Олександрович — російський та американський поет єврейського походження, перекладач, есеїст XX століття, лауреат Нобелівської премії (1987)
- Бродський Ізраїль Маркович — київський підприємець єврейського походження, засновник «цукрової імперії», меценат
- Бродський Ісаак Ізраїльович — український та російський живописець, графік, заслужений діяч мистецтв РРФСР
- Бродський Лев Ізраїльович — український і російський капіталіст-цукрозаводчик, комерційний радник, статський радник, меценат і благодійник
- Брун Пилип Карлович — історик, археолог і перекладач
- Бруяко Ігор Вікторович — історик, археолог, професор
- Бугова Лія Ісааківна — театральна акторка, народна артистка Української РСР
- Буданов Кирило Олексійович — український військовик, генерал-майор начальник Головного управління розвідки Міністерства оборони України під час російсько-української війни.
- Букач Валерій Михайлович — український педагог, приват-професор
- Буковецький Євген Йосипович — український художник побутового жанру та портретист Російської імперії та СРСР, передвижник
- Бунін Іван Олексійович — російський та французький письменник, поет, перекладач, лауреат Нобелівської премії з літератури
- Бурда Борис Оскарович — український журналіст, телеведучий, письменник, бард, гравець інтелектуальних телешоу («Що? Де? Коли?», «Брейн-ринг»)
- Бурксер Євген Самійлович — український геохімік, радіолог, доктор хімічних наук, професор, член-кореспондент Всеукраїнської академії наук
- Бурлюк Давид Давидович — український художник-футурист, поет, теоретик мистецтва, літературний і художній критик, видавець
- Бурмаков Іван Дмитрович — радянський військовик, Герой Радянського Союзу
- Буряк Леонід Йосипович — радянський і український футболіст та тренер, багатолітній гравець «Динамо» (Київ), заслужений майстер спорту СРСР
- Бучма Амвросій Максиміліанович — український актор і режисер, агент ЧК
- Бялик Хаїм-Нахман — український єврейський поет, есеїст, перекладач та редактор, один із засновників новітньої літератури мовою іврит (писав також їдишем)

## В
- Вазов, Іван — болгарський письменник і громадський діяч, академік БАН, міністр народної освіти Болгарії
- Ваксман, Зельман — американський біохімік, лауреат Нобелівської премії з фізіології й медицини
- Вакуленчук Григорій Микитович — артилерійський унтерофіцер Чорноморського флоту, організатор та перший керівник повстання на панцернику «Потьомкін»
- Варнеке Борис Васильович — український історик театру, філолог, заслужений діяч науки Української РСР, доктор наук, професор
- Василько (Миляєв) Василь Степанович — український режисер, актор і педагог, народний артист СРСР
- Вейнберг Петро Ісайович — російський поет, перекладач і журналіст
- Вериго Броніслав Фортунатович — біолог, фізіолог
- Верлінський Борис Маркович — український і радянський шахіст, чемпіон СРСР, переможець чемпіонату УРСР, чемпіон Москви, майстер спорту СРСР
- Вертинський Олександр Миколайович — естрадний артист українського походження, кіноактор, композитор, поет і співак
- Висоцька Євгенія Петрівна — українська трекова та шосейна велогонщиця, багаторазова чемпіонка України, учасниця літніх Олімпійських ігор-2008
- Висоцький, Валерій — польський оперний співак (бас) і музичний педагог
- Висоцький Володимир Семенович — видатний радянський актор, співак і поет, класик жанру авторської пісні, автор низки прозаїчних творів
- Висоцький Зиновій Тарасович — член Української Центральної Ради
- Висоцький Михайло Костянтинович — український і російський радянський актор
- Висоцький Олексій Володимирович — радянський журналіст, письменник, режисер-документаліст
- Вишинський Андрій Януарійович — радянський політичний діяч польського походження, юрист і дипломат
- Вірський Павло Павлович — український танцівник і хореограф, народний артист СРСР
- Вітте Сергій Юлійович — російський державний діяч німецького походження, міністр фінансів і шляхів сполучення, голова Ради міністрів Російської імперії
- Влодек Лев Львович — український архітектор часів Російської імперії
- Водяной Михайло Григорович — український артист оперети, конферансьє, театральний режисер, актор кіно, керівник Одеського театру музичної комедії
- Волконський Сергій Григорович — генерал-майор, бригадний командир 19 піхотної дивізії, декабрист, Герой Франко-російської війни 1812 року
- Волокидін Павло Гаврилович — український живописець, майстер пейзажу, натюрморту, психологічного портрета
- Волошин Максиміліан Олександрович — поет і художник українського походження, перекладач; представник символізму й акмеїзму
- Вольфсон Вільгельм — німецький письменник
- Волянський Богдан Єлисейович — відомий український зоолог, дослідник фауни хребетних Причорномор'я
- Воробйов Володимир Петрович — анатом, дійсний член АН УРСР, заслужений професор СРСР
- Воронцов Михайло Семенович — новоросійський генерал-губернатор та повноважний намісник Бессарабії, граф, генерал-фельдмаршал, генерал-ад'ютант
- Воронцова Єлизавета Ксаверівна — графиня, найясніша княгиня Росії польського походження, одна з найвідоміших жінок України та Росії свого часу
- Вяземський Петро Андрійович — російський поет і критик

## Г
- Гавронський Олександр Йосипович — український та російський режисер театру і кіно, математик, філософ
- Гайдаєнко Іван Петрович — український письменник-мариніст, журналіст, громадський діяч
- Гаккебуш Любов Михайлівна — українська драматична акторка, перекладачка, педагогиня, народна артистка УРСР, дворянка
- Гамалія Микола Федорович — український, російський, надалі радянський мікробіолог і епідеміолог, почесний академік Академії Наук СРСР
- Гамов Георгій Антонович — радянський та американський фізик-теоретик, космолог українського походження
- Ганкевич Ігор Юрійович — одеський рок-музикант, лідер гурту «Бастіон», автор і виконавець багатьох пісень
- Гансова Емма Августівна — соціологиня, педагогиня, доктор філософських наук.
- Ганський Петро Павлович — художник-імпресіоніст кінця XIX — початку XX століття, член Товариства південноросійських художників
- Гантмахер Фелікс Рувимович — радянський математик та механік
- Гаркавий Прокіп Хомич — український радянський селекціонер, академік ВАСГНІЛ, заслужений діяч науки УРСР, Герой Соціалістичної Праці
- Гаук Олександр Васильович — радянський диригент та композитор, народний артист РРФСР
- Гегамян Валерій Арутюнович — український художник, педагог
- Геллер Юхим Петрович — радянський шахіст єврейського походження, міжнародний гросмейстер, претендент на світову першість
- Гельмер, Герман — німецько-австрійський архітектор мюнхенської школи кінця XIX — початку XX століть.
- Гернет Володимир Олександрович — російський вчений екохімік, піонер світового есперанто-руху, почесний громадянин Одеси
- Герцен Іван Генріхович — ортопед-травматолог
- Герцен Генріх Іванович — український науковець
- Гершенфельд Михайло Костянтинович — український живописець, графік, театральний художник, критик, педагог
- Гехт Семен Григорович — російський радянський письменник, поет і журналіст, військовий кореспондент
- Гілельс Еміль Григорович — видатний український радянський піаніст, педагог
- Гімельфарб Євген Юзефович — український театральний режисер, театральний діяч, поет, головний режисер Одеського обласного театру ляльок
- Гінзбург Лідія Яківна — російська літературознавиця, письменниця, мемуаристка
- Гінзбург Людмила Наумівна — українська піаністка й музична педагогиня, заслужена артистка України, професор Одеської консерваторії.
- Главче Єгор Степанович — дерматовенеролог; доктор медичних наук
- Глауберман Абба Юхимович — український радянський фізик-теоретик, доктор фізико-математичних наук, професор
- Глушко Валентин Петрович — вчений в галузі ракетно-космічної техніки, основоположник радянського рідинного ракетного двигунобудування
- Гнєдич Микола Іванович — український письменник і вчений, член Російської академії, член-кореспондент імператорської АН, театральний діяч
- Гнидо Петро Андрійович — радянський льотчик-ас, Герой Радянського Союзу
- Гоголь (Яновський) Микола Васильович — російськомовний письменник українського походження
- Голейзовський Касьян Ярославович — радянський і російський артист балету, балетмейстер-новатор
- Головатий Антін Андрійович — козацький кошовий отаман, полковник Самарської паланки, бригадир РІА, командувач Чорноморської козацької флотилії
- Головін Сергій Селіванович — російський радянський лікар-офтальмолог, доктор медицини, медик, професор Московського університету
- Головков Герасим Семенович — український художник часів Російської імперії
- Голубенко-Бакунчик Георгій Андрійович — український письменник-гуморист, драматург, сценарист, один з творців Гуморини, заслужений діяч мистецтв України
- Гольдштейн Михайло Еммануїлович — український радянський, пізніше німецький композитор і скрипаль-віртуоз, диригент, музичний педагог, музикознавець
- Гонсіоровський Фелікс Вікентійович — український архітектор польського походження, працював в Одесі
- Горбачов Євген Георгійович — педагог, заслужений тренер СРСР та УРСР, професор Південноукраїнського педагогічного університету ім. К. Д. Ушинського
- Гордіан Марк Пилипович — радянський шаховий композитор і шахіст
- Гордієвський Михайло Іванович — український історик, педагог
- Гордієнко Яків Якович — комсомолець-розвідник, ватажок групи у партизанському загоні В. М. Молодцова-Бадаєва в Одесі
- Гордон Ізмаїл Борисович — поет
- Горький, Максим (Пєшков Олексій Максимович) — російський, пізніше радянський «пролетарський» письменник, драматург та публіцист; член РСДРП(б)
- Готалов-Готліб Артемій Григорович (Готалов Арон Гіршевіч) — український історик, доктор педагогічних наук
- Григорович Віктор Іванович — український славіст, педагог, член-кореспондент Петербурзької АН, член багатьох іноземних наукових товариств
- Грін Олександр Степанович — російський письменник, представник романтичного реалізму, революціонер
- Гришко Михайло Степанович — український радянський співак (баритон), народний артист УРСР (з 1940 року), народний артист СРСР (з 1950 року)
- Громашевський Лев Васильович — видатний український радянський епідеміолог, розробник вчення про механізми передачі інфекції
- Гросман Ісаак — найвідоміший одеський футбольний уболівальник 1930–1950-х років
- Гроссман Леонід Петрович — пушкінознавець, історик російської літератури та театру єврейського походження
- Грушевський Олександр Сергійович — дослідник історії України, літературознавець, етнограф, археограф, журналіст. Дійсний член НТШ, член Центральної Ради
- Гудович Іван Васильович — граф, генерал-фельдмаршал російської імператорської армії з відомого козацько-старшинського роду Гудовичів
- Гуревич Наум Павлович — радянський партійний і громадський діяч, почесний громадянин Одеси
- Гуцу Тетяна Костянтинівна — українська гімнастка, дворазова олімпійська чемпіонка

## Д
- Данченко Олексій Євгенович — український радянський діяч морського флоту
- Данькевич Костянтин Федорович — український радянський композитор, піаніст, педагог
- Дворников Тит Якович — живописець, член Товариства пересувних художніх виставок і Товариства південно-російських художників
- де Воллан, Франц — нідерландський інженер на службі Російської імперії, перший архітектор Вознесенська, Одеси, Новочеркаська, Тирасполя, Овідіополя
- де Рібас, Михайло — журналіст, дипломат, віце-консул Неаполю в Одесі
- де Рібас, Фелікс — прем'єр-майор, дипломат, меценат
- де Рібас, Хосе — перший градоначальник Одеси, російський адмірал, за походженням каталонець, за іншими даними — маран
- Делієв Георгій Вікторович — актор, режисер, художник, музикант, художній керівник театру «Маски-шоу»
- Делоне, Соня (Штерн Сара Еліївна) — українсько-французька художниця та дизайнерка єврейського походження, представниця напрямку арт Деко
- Дерев'янко Борис Федорович — український журналіст, сценарист, головний редактор газети «Вечірня Одеса», заслужений журналіст Української РСР
- Державін Павло Іванович — капітан 1-го рангу військово-морського флоту СРСР, учасник Німецько-радянської війни, Герой Радянського Союзу
- Дерібас Олександр Михайлович — історик, журналіст, краєзнавець і бібліограф, автор історичних та мемуарних творів, дворянин за походженням
- Дехтярьова Зінаїда Миколаївна — радянська й українська акторка театру і кіно, народна артистка Української РСР
- Джевецький Стефан Карлович — польський інженер, конструктор, винахідник та теоретик проектування авіації та суднобудування

- Дмитренко Юрій Мелентійович — український архітектор
- Добровольський Георгій Тимофійович — радянський льотчик-космонавт, командир космічного корабля «Союз-11», Герой Радянського Союзу
- Добровольський Віктор Миколайович — український актор
- Доліна Лариса Олександрівна — російська співачка та акторка
- Драгомарецький Сергій Дмитрович — український діяч, докторант кафедри економічної теорії Одеського державного економічного університетуґ
- Дуберштейн Борис Самійлович — режисер-документаліст
- Дубнов Шимон Маркович — єврейський історик

## Е
- Елькін Давид Генріхович — психолог
- Естлунд, Аніта — шведська фігуристка

## Є
- Єсипенко Роман Миколайович (1936) — театрознавець, педагог, син Миколи Єсипенка.
- Єфімов Михайло Никифорович — авіатор та першопроходець часів Російської імперії

## Ж
- Жаботинський Володимир Євгенович — врейський письменник і публіцист, один з лідерів сіоністського руху; співзасновник держави Ізраїль та його збройних сил
- Жванецький Михайло Михайлович — гуморист, сатирик
- Железняк Яків Ілліч — спортсмен, стрільба
- Жолков Борис Михайлович — український організатор кіновиробництва
- Жуков Гаврило Васильович — радянський воєначальник, віце-адмірал
- Жуков Георгій Костянтинович — радянський полководець і державний діяч, Маршал Радянського Союзу, чотириразовий Герой Радянського Союзу

## З
- Заболотний Данило Кирилович — український мікробіолог, епідеміолог, Президент ВУАН, засновник Інституту мікробіології та епідеміології в Києві
- Задов Левко Миколайович — начальник розвідки в армії Нестора Махна, потім чекіст
- Зальотов Василь Михайлович — професор, педагог, ректор Одеської державної морської академії
- Злочевський Микола Владиславович — власник найбільшої приватної газовидобувної компанії України Бурісма Холдингс
- Злочевський Олександр Петрович — російський, український та радянський футболіст, чемпіон Росії 1913, майстер спорту
- Злочевський Петро Панасович — український театральний художник, народний художник УРСР
- Знатоков Юрій Володимирович — український композитор, заслужений діяч мистецтв України
- Змієнко Всеволод — генерал-хорунжий Армії УНР, начальник 2-го розвідувального відділу Генерального штабу Військового міністерства УНР в екзилії
- Зубов Платон Олександрович  (1767—1822) — останній фаворит Катерини II, один із засновників Одеси.

## І
- Ільф Ілля Арнольдович (Файнзільберг Ієхієл-Лейб) — радянський письменник, гуморист і фейлетоніст єврейського походження
- Інбер Віра Михайлівна — поетеса, прозаїкиня

## К
- Каганов Михайло Іванович — музикант, композитор, педагог.
- Кандинський Василь Васильович — живописець, графік і теоретик мистецтва
- Кармазін Юрій Анатолійович — український юрист, політичний діяч.
- Карцев Роман Андрійовичгуморист.
- Каришковський Петро Йосипович — український історик. Дослідник Античності перш за все історії і культурі Північного Причорномор'я і Візантії.
- Касім Юрій Федорович — український мовознавець.
- Катаєв Валентин Петрович — письменник.
- Кириченко Федір Григорович — український селекціонер, академік Всесоюзної Академії сільськогосподарських наук і лісівництва; Герой Соціалістичної Праці
- Кірсанов Семен Ісакович — радянський поет
- Козляков Віталій Васильович — радянський український науковець у галузях суднобудування та будівельної механіки, інженер-механік, педагог, доктор технічних наук.
- Коклен Федір Варфоломійович — архітектор.
- Колегаєв В'ячеслав Семенович — радянський, український кінорежисер, сценарист
- Кондрашин Андрій Кузьмич — радянський військовий льотчик часів Німецько-радянської війни
- Коровицький Леонід Костянтинович — український терапевт і інфекціоніст, професор, заслужений діяч науки УРСР
- Косолапова Тетяна Яківна — науковиця, хімік-технолог, доктор хімічних наук.
- Костанді Киріак Костянтинович — художник.
- Косяченко Олексій Іванович — старшина Дієвої армії УНР[1].
- Котов Віктор Никифорович — український історик, історіограф.
- Котовський Григорій Іванович — кримінальний злочинець та політв'язень Російської імперії, український червоний козак та отаман, радянський військовий, громадський та політичний діяч, командир червоноармійських загонів та з'єднань у період громадянської війни 1917—1922 років (комкор), більшовик, безпосередній учасник радянсько-української війни й «червоного терору» на території України
- Кравцов В'ячеслав Валерійович — український професіональний баскетболіст
- Крейн Марко Григорович — радянський математик Член-кореспондент АН УРСР
- Кундерт Володимир Іванович — український архітектор, цивільний інженер, винахідник, реставратор

## Л
- Ланґе Микола Миколайович — російський психолог німецького походження; професор  Імператорського Новоросійського університету
- Лапинський Євген Валентинович — український волейболіст, олімпійський чемпіон
- Липа Юрій Іванович — поет, публіцист, філософ, лікар, діяч українського національно-визвольного руху
- Лобановський Валерій Васильович — футболіст, тренер (у 1965—1966 роках грав за «Чорноморець»)
- Лобода Петро Григорович — дослідник древньої нумізматики, засновник Одеського музею нумізматики [Архівовано 6 липня 2006 у Wayback Machine.]
- Лукач Марія Яківна — російська естрадна співачка
- Лунін Микола Олександрович — радянський офіцер ВМФ, Герой Радянського Союзу, в роки німецько-радянської війни командир підводного човна Щ-421
- Лясковський Петро (Казимир) — отаман УГА, командир 4-ї Золочівської бригади УГА.

## М
- Майоров Микола Кирилович — український поет та письменник-гуморист, пише російською та українською мовами
- Майоров Михайло Мусійович — радянський діяч, 1-й секретар Одеського обкому КП(б)У, нарком постачання УСРР, член ЦВК СРСР.
- Малиновський Родіон Якович — український радянський воєначальник та державний діяч
- Маринеско Олександр Іванович (1913—1963) — Герой Радянського Союзу
- Марцинківський Олексій Михайлович — радянський військовик часів Другої світової війни, заступник командира з артилерії 109-го стрілецького полку 74-ї стрілецької дивізії, капітан
- Масловська Валентина (нар. 1937) — українська радянська спринтерка, змагалась у естафеті 4 × 100 метрів та бігу на 100 й 200 метрів.
- Машталер Гаврило Архипович (1902—1981) — український радянський науковець-біолог, педагог, художник, доктор біологічних наук.
- Маюров Олексій Іванович  — математик, інженер, дійсний статський радник, член-кореспондент Імператорської Академії наук.
- Медведєв Дмитро Миколайович — учасник партизанського руху в Україні в роки Другої світової війни, письменник. капітан держбезпеки, полковник
- Менделєєв Дмитро Іванович —російський хімік, один з авторів періодичної таблиці хімічних елементів
- Мечников Ілля Ілліч — український, російський науковець, один з основоположників порівняльної патології, еволюційної ембріології, імунології і мікробіології
- Мизикевич Павло Петрович — один з організаторів Червоної гвардії в Одесі
- Михайлевський Антон Флоріанович — письменник, поет, журналіст, воєнний кореспондент.
- Михальчук Віктор Ілліч (нар. 1946) — спортсмен, волейбол
- Мілкус Борис Наумович (нар. 1939) — радянський вчений в галузі вірусології.
- Мільчев Микола Миколайович (нар. 1967) — спортсмен, стендова стрільба
- Мінкус Михайло Адольфович (1905—1963) — радянський архітектор
- Міцкевич, Адам — один із найвидатніших польських поетів, діяч національно-визвольного руху
- Могилевська Серафима Леонідівна (1915—2016) - піаністка та музична педагогиня, професор Одеської консерваторії
- Молодцов Володимир Олександрович — учасник Одеського антифашистського підпілля в роки німецько-радянської війни 1941—1945
- Москаленко Кирило Семенович — радянський військовий діяч світового масштабу, Маршал Радянського Союзу, двічі Герой Радянського Союзу, Герой ЧССР, заступник міністра оборони СРСР
- Мушта-Олізаренко Надія Федорівна (нар. 1953) — українська бігунка

## Н
- Назаренко Василь Андрійович — український хімік-аналітик, лауреат Державної премії СРСР, доктор хімічних наук, професор, заслужений діяч науки УРСР, член-кореспондент АН УРСР
- Недзвідський Андрій Володимирович — літературознавець, краєзнавець, театрознавець, професор
- Неплій Дмитро Ілліч — підполковник Армії УНР.[2]
- Ніколайчук Аіда Юріївна — українська співачка та музикантка
- Ніколаєва Маргарита Миколаївна — українська радянська гімнастка, дворазова олімпійська чемпіонка, заслужений майстер спорту СРСР

## О
- Ойстрах Давид Федорович — український радянський скрипаль, диригент і педагог, народний артист СРСР
- Ойстрах Ігор Давидович — український радянський скрипаль
- Онілова Ніна Андріївна — Герой Радянського Союзу, в роки радянсько-німецької війни командир кулеметного розрахунку, Герой Радянського Союзу
- Орликов Олександр Михайлович — радянський військовослужбовець часів Другої світової війни, командир роти танків Т-34 3-го танкового батальйону 44-ї гвардійської танкової бригади 11-го гвардійського танкового корпусу (1-ша гвардійська танкова армія), гвардії старший лейтенант
- Орлов Олександр Якович — український радянський астроном, член-кореспондент АН СРСР, академік АН УРСР
- Очеретний Максим Михайлович (2005—2024) — старший матрос Збройних сил України, учасник російсько-української війни. Герой України (посмертно).

## П
- Павловський Гліб Олегович — російський політтехнолог
- Павловський Леонід Ілліч — український кінорежисер-постановник. Заслужений діяч мистецтв України
- Павловський Олександр Ілліч — український і російський кінорежисер, сценарист
- Пастернак Леонід Осипович — художник і графік українського єврейського походження
- Паустовський Костянтин Георгійович — радянський російський письменник українського походження
- Першина Заїра Валентинівна — українська історикиня
- Петренко Віктор Васильович — фігурист
- Петренко Сергій Володимирович — спортсмен, веслування
- Петров (Катаєв) Євген Петрович — російський письменник, співавтор у написанні сатиричних романів «Дванадцять стільців» та «Золоте теля» — класики російської літератури радянської епохи
- Петров Іван Юхимович — радянський воєначальник, генерал армії, Герой Радянського Союзу
- Пирогов Микола Іванович — видатний хірург, анатом і педагог
- Подолян Юлія Володимирівна (* 1985) — українська тхеквондистка, чемпіонка України, заслужений майстер спорту України.
- Полуектов Микола Сергійович — український хімік-аналітик, академік АН УРСР.
- Пономаренко Яків Матвійович (1875—1926) — архітектор, художник.
- Поплавко Віктор Родіонович — український військовий діяч, підполковник Армії УНР
- Пресич Маргарита Олександрівна — українська акторка
- Пресич Олександр Силович — український диригент, заслужений діяч мистецтв УРСР (1967)
- Пушкін Лев Сергійович — молодший брат Олександра Пушкіна і його літературний секретар, бойовий офіцер, учасник перських воєн і кавалер російських орденів
- Пушкін Олександр Сергійович — російський поет, проживав у 1823–1824 роках

## Р
- Ріхтер Святослав Теофілович — піаніст, видатний музикант ХХ ст
- Рабинович Адольф Йосипович — український і російський фізико-хімік. Член-коренспондент АН СРСР
- Раковський Михайло Юхимович — український історик, педагог, доктор історичних наук, професор
- Ревуцький Никанор Семенович — радянський військовий політпрацівник часів Другої світової війни, заступник командира стрілецького батальйону з політичної частини 1285-го стрілецького полку (60-а стрілецька дивізія 47-ї армії), капітан
- Резнік Борис Якович — вчений-педіатр, доктор медичних наук, професор, член-кореспондент НАН, Дійсний член АМН України, завідувач кафедри дитячих хвороб
- Россіна Юлія Вікторівна — українська акторка
- Рубенчик Лев Йосипович — український мікробіолог. Член-кореспондент АН УРСР
- Русинов Юхим Ісакович — український композитор і диригент
- Рябчинська Юлія Петрівна — українська веслярка, байдарочниця, олімпійська чемпіонка

## С
- Савченко Віктор Анатолійович, український історик, письменник, краєзнавець, кандидат історичних наук. художник-живописець.
- Савчук Микола Панасович — український зоолог.
- Саксонський Лазар Якович — піаніст і композитор.
- Сапєгін Андрій Опанасович — український радянський селекціонер, академік АН УРСР, її віцепрезидент у 1939-1945 роках.
- Сапожников Ігор Вікторович, український археолог, письменник, краєзнавець, доктор історичних наук.
- Сапожникова Галина Василівна, українська археологиня, кандидат історичних наук.
- Сатосова Людмила Іванівна — театральна акторка, народна артистка Української РСР.
- Селютіна Лідія Яківна — українська письменниця.
- Семикіна Людмила Миколаївна — українська художниця-живописиця.
- Сєченов Іван Михайлович — фізіолог, психолог і мислитель-матеріаліст, який започаткував фізіологічну школу.
- Сибіряков Едуард Федорович — спортсмен, волейбол.
- Смілянський Наум Лейбович — радянський спеціаліст в галузі механізації виноградарства.
- Соколов Микола Опанасович — історик античності та мистецтва.
- Соколовський Євген Володимирович — автогонщик, підприємець та керівник спортивної команди.
- Стельмах Віктор Анатолійович — український поет, член Національної спілки письменників України.
- Мільто Сотір-Гурра — албанський письменник, перекладач і громадський діяч.
- Столярський Петро Соломонович — музичний педагог-новатор.
- Стражеско Микола Дмитрович — вчений-лікар.
- Суркіс Григорій Михайлович — бізнесмен, політик, віце-президент УЄФА.

## Т
- Табачников Модест Юхимович — композитор
- Терновий Костянтин Сергійович — український ортопед-травматолог, доктор медичних наук, професор, академік Національної академії наук України
- Тимофєєв Валентин Дмитрович — музикознавець
- Ткач Аркадій Петрович — правознавець
- Токарєв В'ячеслав Васильович — радянський український живописець
- Толмачов Іван Миколайович — генерал-лейтенант, Одеський градоначальник, покровитель Чорної сотні в Одесі
- Толмачов Марк Володимирович — радянський український кіноактор, кінорежисер науково-популярного, документального та ігрового кіно
- Толстой Михайло Михайлович (старший) — меценат і благочинник Російської імперії, дійсний статський радник, почесний попечитель Ришельєвської гімназії
- Толстой Михайло Михайлович (молодший) — громадський діяч, меценат і бібліофіл
- Трауберг Леонід Захарович — кінорежисер і сценарист
- Трусов Юрій Сергійович — радянський прозаїк та поет, автор історичних романів, найвідомішим твором є роман-трилогія «Хаджибей»,

## У
- Удовиченко Михайло Дмитрович — полковник армії УНР
- Уточкін Сергій Ісайович — спортсмен, один із перших авіаторів XX століття
- Утьосов Леонід — співак
- Удовиченко Лариса — акторка

## Ф
- Фащенко Василь Васильович — літературознавець, літературний критик, дослідник новел.
- Фельдман Віктор Семенович — бібліограф, книгознавець, одеський  краєзнавець, енциклопедист.
- Філатов Володимир Петрович — радянський науковець, офтальмолог, хірург, винахідник, поет, художник, мемуарист російського походження, академік.
- Філімонов Олег — гуморист, телеведучий.
- Фішер Давид Федорович (нар. 1928) — український скульптор.
- Франко Іван Якович — видатний український поет, прозаїк, драматург, літературний критик, публіцист, перекладач, науковець, громадський і політичний діяч.
- Френкель Нафталій Аронович — кримінальний авторитет, потім начальник в ГУЛАГу.

## Х
- Хлєбнікова Марина — поетеса
- Дебора Теппер Хаймо — американський математик

## Ц
- Цвіркун Олександр Федорович — український історик, славіст (кандидат історичних наук).
- Цебрій Михайло Петрович — радянський науковець в галузі селекції винограду.
- Цимпаков Всеволод Олександрович — український живописець.

## Ч
- Чавдар Єлизавета Іванівна — оперна співачка (сопрано)
- Чебан Юрій Володимирович — спортсмен, стендова стрільба
- Чеботарьов Микола Григорович — український і російський математик, член-кореспондент АН СРСР, заслужений діяч науки РРФСР
- Черняховський Іван Данилович — радянський воєначальник, двічі Герой Радянського Союзу, у період німецько-радянської війни командувач 60-ю армією Воронезького фронту, згодом командувач військами 3-го Білоруського фронту, генерал армії.

## Ш
- Шайгородський Юрій Жанович — український політолог, соціальний психолог
- Шайкевич Борис Олександрович — філолог, літературознавець, театрознавець, мистецтвознавець, відомий спеціаліст із зарубіжної літератури
- Шевальов Володимир Євгенович — український радянський офтальмолог
- Шелухін Сергій Павлович — український вчений, видатний юрист, відомий історик, дипломат, громадський і політичний діяч, письменник, діяч Центральної Ради, генеральний суддя УНР, міністр судових справ в уряді В. Голубовича, Голова української делегації на мирних переговорах з РРФСР у червні 1918., член української делегації на мирних переговорах у Парижі в 1919 р., виконувач обов'язків міністра в уряді В. Чехівського тощо.
- Шепель Володимир Григорович — генерал-хорунжий армії УНР
- Шилов Михайло Ілліч — радянський військовий льотчик-винищувач часів Другої світової війни, пілот 69-го винищувального авіаційного полку окремої Приморської армії, лейтенант
- Шкурнова Ольга Дмитрівна — волейболістка
- Шонін Георгій Степанович — радянський космонавт, Герой Радянського Союзу, генерал-лейтенант авіації
- Штеренгерц Олександр Юхимович — український лікар, педагог, професор
- Шульга Іван Миколайович — живописець, графік, портретист, пейзажист і педагог. Жив і вчився в Одесі (1905—1911). Заслужений діяч мистецтв УРСР (з 1946)
- Шухевич Роман Йосипович — генерал Української Повстанської Армії.

## Я
- Ядов Сергій Юрійович — український міліціонер патрульно-постової служби Ленінського районного відділу внутрішніх справ міста Одеси, який загинув унаслідок виконання службового обов'язку в 1994 році
- Якупов Назим Мухаметзянович — український історик, доктор історичних наук, професор, заслужений діяч науки Української РСР, Герой Радянського Союзу
- Япончик, Мішка (Вінницький Мойша-Яків Вольфович) — знаменитий одеський нальотчик